# Danijel Dežmar
Danijel Dežmar, slovenski nogometaš, * 31. marec 1988, Novo mesto.
Dežmar je slovenski profesionalni nogometaš, ki igra na položaju branilca. Od leta 2021 je član slovenskega kluba Trebnje. Pred tem je igral za slovenske klube Krka, Bela Krajina, Primorje, Krško in Ivančna Gorica ter avstrijski Kirchbach. Skupno je v prvi slovenski ligi odigral 86 tekem in dosegel dva gola.